# Can You Feel the Love Tonight
Can You Feel the Love Tonight (с англ. — «Ты почувствуешь сегодня любовь?») — сингл из полнометражного мультфильма производства студии «Дисней» «Король Лев» (1994).
Музыку на стихи Тима Райса написал Элтон Джон. Продюсер Дон Хан и режиссёры Роб Минкофф и Роджер Аллерс описывали эту песню так: «Это самая удивительная история из всего мультфильма».
Песня стала настоящим хитом в британском чарте, взяв 14 место, но ещё большего успеха добилась в США, заняв 4 строчку в Billboard Hot 100. Огромное признание получил сингл и во Франции.

## История
В самом мультфильме песня исполняется Джозефом Уильямсом (Симба) и Салли Дворски (Нала), а также Нейтаном Лейном (Тимон) и Эрни Сабеллой (Пумба), в то время как другая версия, использованная в заключительных титрах фильма, была исполнена Элтоном Джоном. Песня была удостоена премии «Оскар» в 1995 году, обойдя другие два сингла из того же мультфильма: Circle of Life и Hakuna Matata.
Элтон Джон был удостоен премии «Грэмми» за Лучшее мужское вокальное поп-исполнение.
В 2003 году была издана ремикс-версия.
В третьей же части мультфильма романтическая песня с главными героями была немного переделана: в основной сюжет вставили короткие комические сцены с Тимоном и Пумбой, которые пытаются помешать Симбе и Нале, но так и не достигают успеха.

## Производство
Изначально планировалось, что Can You Feel the Love Tonight исполнят лишь Тимон и Пумба, но Элтон Джон был категорически против. Ему не понравилось, что композиция приобретёт комическую подоплёку. Певец заявил, что песня достойна быть продолжателем «великих диснеевских песен о любви» и что «сцена между львами показывает намного больше чувств, чем мог бы выразить диалог».
Интересно, что студия вообще не хотела использовать какую-либо романтическую песню в мультфильме. Это случилось лишь по настойчивости того же Элтона Джона. Когда всё же приняли окончательное решение, то планировалось, что сингл будут исполнять Симба и Нала. Однако итог пересмотрели и пришли к выводу, что петь будет закадровым голосом Кристи Эдвардс с короткими вставками Джозефа Уильямса и Салли Дворски. Начало и конец всё-таки остались за героями Лейна и Сабеллы. Также в песню включены африканские мотивы, но более ярко они звучат в аудиоверсии.

## Записывающая команда
- Элтон Джон: фортепиано, вокал
- Дэйви Джонстон: гитара, бэк-вокал
- Чак Сабо: ударные
- Фил Сполдинг: басы, бэк-вокал
- Гай Вавилон: клавишные
- Рик Эстли: бэк-вокал
- Гэри Барлоу: бэк-вокал
- Кики Ди: бэк-вокал
- Гэри «Спайк» Мерфи: бэк-вокал

## Кавер-версии
- В 1995 году панк-версию исполнили Ramones на своём концерте.
- Австралийская поп-звезда Данни Миноуг перепела сингл на UK Disney TV special.
- В 2000 году кавер записал Джон Барроумэн.
- В 2004 песню исполнил Уильям Хан на American Idol. Впоследствии песня вошла в его дебютный альбом.
- В 2004 Сара Пэкстон и чешский певец Збышек Дрда исполнили песню для Disneymania 4.
- В 2007 Джозеф МакЭлдерри исполнил композицию на своем первом прослушивании к X-Factor.
- В 2010 немецкая певица Хелена Фишер исполняла песню в течение своего концертного тура «So wie ich bin».
- 16 августа 2011 года был выпущен мини-альбом «A Whole New World EP[англ.]» христианской поп-панк группы Stellar Kart[англ.]. Альбом содержит 4 кавер-трека на песни из мультфильмов Disney, среди которых Can You Feel the Love Tonight.
- Брайан Уилсон перепел композицию для своего альбома «In the Key of Disney», куда вошли многие саундтреки из мультфильмов Дисней.
- Юная певица сопрано Джеки Иванко исполнила для своего альбома «Songs from the Silver Screen».
- Адам Янг, участник группы Owl City, выложил короткую версию кавера на своей странице Tumblr.
- 11 июля 2024 года была выпущена версия в исполнении группы Simple Plan. Песня стала первым синглом с альбома «A Whole New Sound[англ.]», выход которого приурочен к 30-летию  мультфильма «Король Лев»[4][5]

## Позиции в чартах
| Чарт (1994)                                  | Высшая позиция |
| -------------------------------------------- | -------------- |
| Australian ARIA Singles Chart                | 9              |
| Austrian Singles Chart                       | 4              |
| French SNEP Singles Chart                    | 1              |
| German Singles Chart                         | 14             |
| Irish Singles Chart                          | 9              |
| New Zealand RIANZ Singles Chart              | 7              |
| Swedish Singles Chart                        | 2              |
| UK Singles Chart                             | 14             |
| U.S. Billboard Hot 100                       | 4              |
| U.S. Billboard Top 40 Mainstream             | 3              |
| U.S. Billboard Hot Adult Contemporary Tracks | 1              |
| Чарт (1995)                                  | Высшая позиция |
| Dutch Mega Top 100                           | 14             |
| Norwegian Singles Chart                      | 4              |
| Swiss Singles Chart                          | 10             |